# Index on Censorship

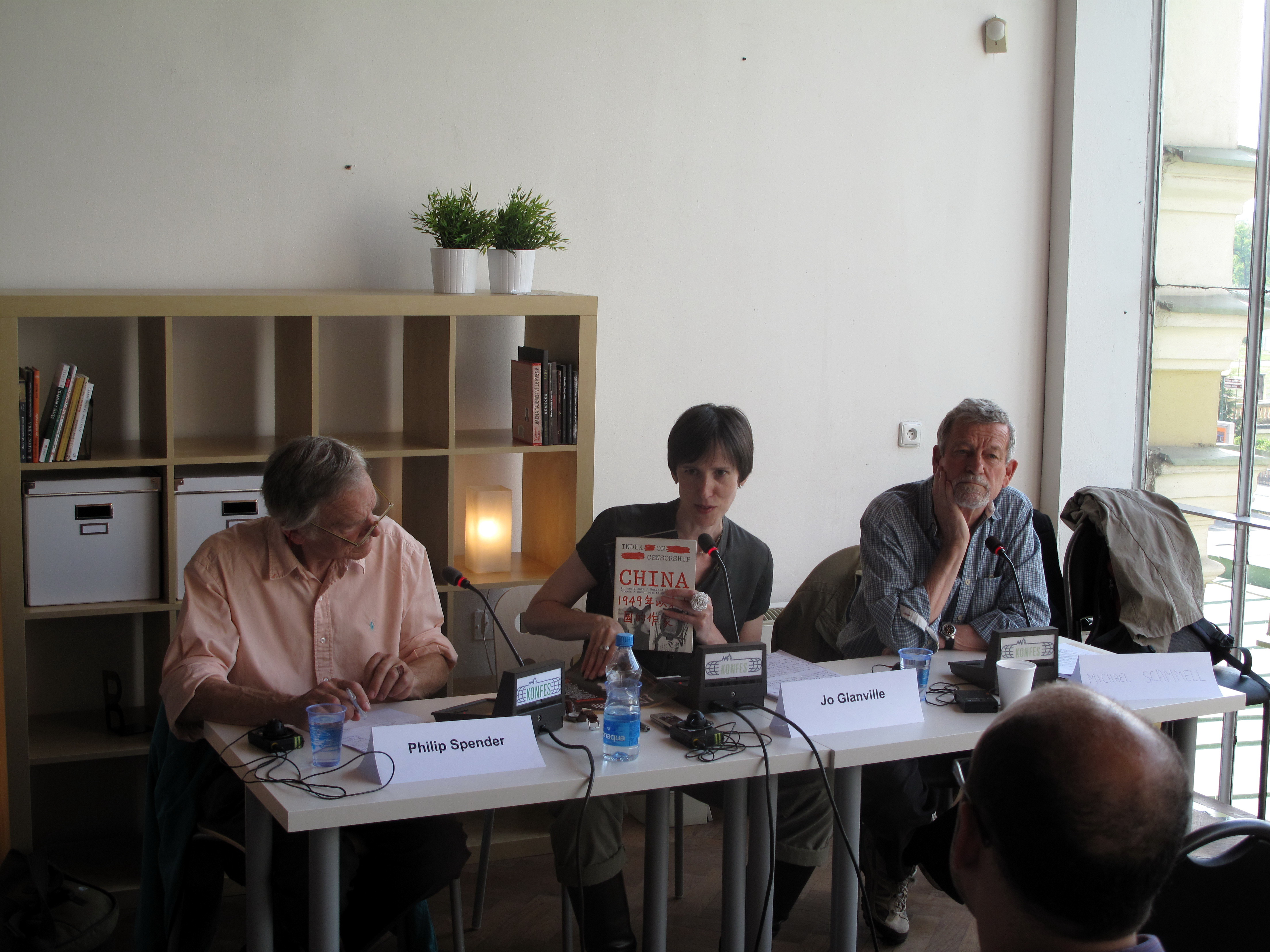
Philip Spender, Jo Glanville, Michael Scammell

Index on Censorship är en organisation för yttrandefrihet baserad i Storbritannien med huvudkontor i London som sedan 1972 publicerar en tidskrift med samma namn. Organisationen hette ursprungligen Writers and Scholars Educational Trust (WSI). WSI skapades av poeten Stephen Spender, oxfordfilosofen Stuart Hampshire, journalisten David Astor, och författaren Edward Crankshaw, medan den första redaktören för tidskriften var Michael Scammell.